# Dorénaz
Dorénaz – miejscowość i gmina (commune) w południowej Szwajcarii, w kantonie Valais, w okręgu (district) Saint-Maurice. Leży nad Rodanem.

## Demografia
W Dorénaz mieszkają 1084 osoby. W 2021 roku 18,5% populacji gminy stanowiły osoby urodzone poza Szwajcarią. 